# Procambarus niveus
Procambarus niveus är en kräftdjursart som beskrevs av Hobbs och Villalobos 1964. Procambarus niveus ingår i släktet Procambarus och familjen Cambaridae. IUCN kategoriserar arten globalt som otillräckligt studerad. Inga underarter finns listade i Catalogue of Life.